# Harlock Saga
«Harlock Saga: Der Ring des Nibelungen» (яп. ハーロック・サーガ ニーベルングの指環 Ха:рокку Са:га Ни:бэрунго но Юбива, Сага о Харлоке: Кольцо Нибелунга) — манга Лэйдзи Мацумото, выпущенная в журнале «Синтёся» в 1998—1999 годах. «Сага о Харлоке», в отличие от остальных произведений, не закончена. Первые две главы были экранизированы в OVA. Аниме адаптация от студии Studio March включала 6 серий.

## Сюжет

### Манга
«Сага о Харлоке», будучи вольной интерпретацией цикла «Кольцо нибелунга», является попыткой Мацумото собрать вместе ряд ключевых персонажей и противопоставить их богам Вальхаллы. Это сбило с толку всех, кто намеревался выстроить его произведения в единую цепь. Нежелание автора заканчивать историю только усугубляло ситуацию. Биография пирата подверглась существенной переработке: он является сыном Великого Харлока, капитана корабля «Deathshadow». Тем самым полностью игнорируются события фильма «Аркадия моей юности».
В первой части «Золото Рейна»  Харлок вступил в конфликт с богами, и те решили убить его в детстве. Этим они определили выбор человека, познакомившегося с Тотиро, Мэйтел и Эмеральдас и не имевшего других альтернатив, кроме как поднять флаг своего отца над «Аркадией».
Во второй части «Валькирия» сообщается, что Великий Харлок умер в 2964 году. Вотан, разгневанный на дерзость капитана в Вальхалле, приказывает своей дочери Брунгильде и её валькириям вернуться в прошлое, чтобы уничтожить Харлока, пока тот ещё молод. Для этого, Брунгильда должна сразиться с Великим Харлоком, отцом мальчика. Впервые в сюжете появляются Метаноиды. В этой буре событий участвуют четверо молодых людей: Харлок-младший, у которого впереди долгая жизнь; Тотиро Ояма, его лучший друг и сын известного доктора; Эмеральдас и её младшая сестра Мэйтел, случайно обнаружившие древний корабль, что ждёт «своего законного хозяина». Они чувствуют, что их судьбы связаны, возможно, навечно.
В третьей части «Зигфрид» показаны события, предшествующие смерти Великого Харлока. Метаноиды планируют завоевать Вселенную и создают флот, подобных которому мир ещё не видел. Всё, что стоит между ними и их целью — это легендарный космический пират, который бороздит Море Звёзд на корабле «Deathshadow» под флагом свободы и «Весёлого Роджера», и его союзница Брунгильда, валькирия и защитник Вальхаллы, не выполнившая приказ своего отца убить Харлока-младшего. Свидетелями великой битвы и трагедии становятся волшебница нибелунгов Миимэ и четыре подростка. Им суждено принести жертву и определить будущее Вселенной. Великий Харлок и Брунгильда стали героями в борьбе с надвигающейся угрозой метаноидов и, несомненно, будут примером для молодёжи.
В четвёртой части «Великий Харлок. Гибель богов», спустя 10 лет, на борту «Аркадии», Миимэ рассказывает Харлоку о том, как погиб его отец. Теперь, когда ему известна правда, капитан приходит в ярость и вместе с Эмеральдас бросает вызов правителям Вальхаллы. Его действия были предсказаны Эрдой: попытка Вотана изменить прошлое Харлока приведёт к «Сумеркам богов» и концу Вселенной. Пророчество сбывается, война за отцовское наследство перерастает в последнюю битву всех космических сил. Для одних это означает конец; для других, возможно, только начало.

### OVA
Легенда рассказывает о рейнском золоте, что обладает всеми силами, которые использовали боги Вальхаллы во время управления Вселенной. Нибелунги, когда-то слуги богов, были низвергнуты, но осмелились бросить им вызов и снова поднимают мятеж. Их лидер Альберих хочет заполучить «Золото Рейна» и стремится уничтожить Вотана и его соратников. Если перековать слиток в кольцо и доставить на Вальхаллу, наступит конец света. Опасаясь глобальной катастрофы, Миимэ, находящаяся на службе космического корабля «Аркадия» капитана Харлока, предупреждает экипаж о грядущей опасности. Вместе с Эмеральдас, другом Тотиро Ояма и вечной путешественницей Мэйтел, Харлок намеревается сорвать коварные планы Альбериха и спасти Вселенную не для богов, а для всех живых существ.

## Роли озвучивали
- Капитан Харлок / Тотиро Ояма: Коити Ямадэра
- Яттаран: Сигэру Тиба
- Мэйтел: Масако Икэда
- Эмеральдас: Масако Кацуки
- Тадаси Дайба: Тосихико Сэки
- Миимэ: Кадзуко Янага
- Альберих: Ёсито Ясухара
- Вотан: Таро Исида
- Фрикка: Миюки Уэда
- Фрейя: Эми Синохара
- Фазольт: Такэхито Коясу
- Фафнир: Синъитиро Мики
- Эрда (Урд): K'
- Капитан Валькирии: Кумико Хиронака

## Музыка
| №   | Название                                       | Длительность |
| --- | ---------------------------------------------- | ------------ |
| 1.  | «DIE OUVERTÜRE»                                |              |
| 2.  | «DER PLANET»                                   |              |
| 3.  | «DIE HEXE DER LEGEND»                          |              |
| 4.  | «DER ZUSAMMENBRUCH»                            |              |
| 5.  | «DREI MÄDCHEN»                                 |              |
| 6.  | «HARLOCK»                                      |              |
| 7.  | «DIE WALKÜRE»                                  |              |
| 8.  | «DAS PRÄLUDIUM»                                |              |
| 9.  | «DAS RHEIN GOLD»                               |              |
| 10. | «MAETER»                                       |              |
| 11. | «EIN MANN MIT EINER MASKE»                     |              |
| 12. | «DER GOLDENE RING»                             |              |
| 13. | «DIE REISE»                                    |              |
| 14. | «ARKADIEN»                                     |              |
| 15. | «DIE LEGENDE DES MAKROKOSMOS»                  |              |
| 16. | «GROßE KOSMISCHE SEESCHLACHT»                  |              |
| 17. | «DIE SUCHAKTION»                               |              |
| 18. | «DAS PLANETFÖRMIGES RAUMSCHIFF»                |              |
| 19. | «DAS GEHEIMNIS DER GÖTTER»                     |              |
| 20. | «DIE KRISE»                                    |              |
| 21. | «アウリフェア～約束の地へ～ (SOUND TRACK MIX)» |              |

| №   | Название                                       | Длительность |
| --- | ---------------------------------------------- | ------------ |
| 1.  | «DIE FURCHT DER GÖTTER»                        |              |
| 2.  | «ERSCHEINUNG DER FESTUNG»                      |              |
| 3.  | «FASOLD UND FAFNER»                            |              |
| 4.  | «EINFALL-LANDUNG»                              |              |
| 5.  | «TOCHIRO IN DER KLEMME»                        |              |
| 6.  | «GROßE SCHAR DER SCHLACHTSCHIFFE»              |              |
| 7.  | «WIEDERSEHEN»                                  |              |
| 8.  | «LEERHEIT VON WOTAN»                           |              |
| 9.  | «ANGRIFFE DER ROBOTER»                         |              |
| 10. | «RÄTSEL VON WALHALL UND ALBRECH»               |              |
| 11. | «HARLOCKS ENTSCHLUß»                           |              |
| 12. | «KRAFT DES RINGES»                             |              |
| 13. | «'ARKADIEN' ABFAHRT»                           |              |
| 14. | «LEID VON FASOLD UND FAFNER»                   |              |
| 15. | «EINZUG IN DIE FESTUNG»                        |              |
| 16. | «GEFÜHLE FÜR FLEIE»                            |              |
| 17. | «HARLOCK UND WOTAN»                            |              |
| 18. | «ARKADIEN GEGEN ALBRECH»                       |              |
| 19. | «HARLOCK GEGEN ALBRECH»                        |              |
| 20. | «ENTSCHLUß DER BRUDER～ENTFLECHT»              |              |
| 21. | «SCHLÜSSGESANG»                                |              |
| 22. | «TRAUERMARSCH VON SIEGFRIED»                   |              |
| 23. | «SYMPHONIESUITE "HARLOCK SAGA"»                |              |
| 24. | «ドゥルイド～樫の木の賢者～ (SOUND TRACK MIX)» |              |

Главной темой стало одноименное произведение Рихарда Вагнера, но музыка была переделана композитором Каору Вадой и исполнялась Московским симфоническим оркестром под управлением Константина Кримеца.
Завершающие композиции:
1. «Aurifer ~Yakusoku no Tsuchi e~» исполненная Нодзоми Одаги
2. «Druid ~Kashi no Ki no Kenja~» исполненная Нодзоми Одаги

Музыка, слова, аранжировка песен — Акира Иноуэ.

## Выпуск на видео
Аниме было выпущено «Bandai Visual» на DVD 25 ноября 1999 года. 8 мая 2001 года вышло в США от «US Manga Corps», подразделения компании «Central Park Media», обанкротившейся и прекратившей своё существование в 2009 году. В Италии появилось 22 октября 2007 года, издатель — «Dynit». В Германии «Harlock Saga — Der Ring des Nibelungen — Rheingold» выпускалось «ACOG» и «OVA Films» в 2007 году, однако спустя 2 года, во время экономического кризиса, их признали банкротами. Таким образом, права на распространение вернулись к японским фирмам.
Формат — полноэкранный 4:3 (1:33.1). Оригинальный звук — стерео 2.0.